# Алея на славата (сериал)
„Алея на славата“ е български сериал, който се излъчва по NOVA от 26 септември 2023 г. Режисьор е Виктор Чучков, а продуцент е Светлин Нейнски. Главните роли се изпълняват от актьорите Радина Боршош и Мак Маринов. Снимките започват на 12 юли 2023 г. и свършват през ноември 2023 г. Финалът е на 21 декември 2023 г.
От 27 май 2025 г. в 21:00 ч. се излъчват повторения на епизодите на сериала, отново по Нова телевизия.

## Сюжет
Сериалът се разказва за двама млади готвачи Али (Радина Боршош) и Милен (Мак Маринов), които се състезават в кулинарно реалити предаване.

## Актьорски състав
- Радина Боршош – Александра „Али“ Станева[4][5][6][7]
- Мак Маринов – Милен Лазаров[4][5][8]
- Деян Донков[5] – шеф Димо Лагадинов[9]
- Ирини Жамбонас[5] – Марта Лазарова, майката на Милен[10]
- Маргита Гошева[5] – Валентина Станева, майката на Али[11]
- Свежен Младенов[5] – Слави Станев, бащата на Али и партньор на Марта в ресторант „Алея“[12]
- Цветан Алексиев[5] – Драго Лазаров[13]- бащата на Милен и съпруг на Марта.
- Радина Кърджилова[5] – Тина, бивша стриптийзьорка, сервитьорка в „Алея“ и майка на отдадено дете, бивша любовница на Слави[14]
- Борислав Чучков[5] – Пумпалов, бизнесмен и собственик на стриптийз клуб[15]
- Мария Сотирова[5] – Калина, най-добрата приятелка на Али[16]
- Стефани Ивайло[5] – Леда[17]
- Константин Еленков[5] – Теодор, съпругът на Али[18]
- Васил Витанов – Марио
- Йордан Ръсин – Дерин
- Боряна Маноилова - Николета
- Александър Евгениев - Геш
- Кирил Недков - Кирил
- Ясен Атанасов[5] – Никола, съпруг на Калина[19]
- Никола Мутафов - Терзиев
- Георги Згуров - Асенов
- Сара Драгулева[20] – Еми, стриптийзьорка[21]